# British Columbia-Hirschmaus
Die British Columbia-Hirschmaus (Peromyscus keeni) ist ein Nagetier in der Familie der Wühler, das im Westen Nordamerikas vorkommt. Sie wird von der IUCN als nicht gefährdet gelistet.

## Merkmale
| 1 | · | 0 | · | 0 | · | 3 | = 16 |

Die Art erreicht eine Gesamtlänge von 14 bis 26,3 cm, inklusive eines 7 bis 12,6 cm langen Schwanzes. Das Gewicht variiert zwischen 15 und 52,4 g, die Hinterfüße sind 19 bis 32 mm lang und die Länge der Ohren beträgt 12 bis 26 mm. Die größten Exemplare kommen auf Inseln vor, die dem Kontinent vorgelagert sind (Inselgigantismus). Die Fellfarbe der Oberseite ist bei den verschiedenen Individuen sehr abwechslungsreich. Es kommen braune, rotbraune, dunkelbraune oder graubraune Farbtöne vor. Einige Exemplare besitzen einen breiten dunklen Aalstrich. Der Bauch und die Gliedmaßen sind mit hellgrauem bis weißen Fell bedeckt, das manchmal eine hellbraune oder rotbraune Schattierung aufweist. Der Schwanz ist in eine dunkelbraune Oberseite und eine weiße Unterseite aufgeteilt. Er besitzt am Ende eine kleine Quaste aus steifen Haaren. Einige Exemplare haben unter dem Kinn einen kleinen Fleck aus völlig weißen Haaren.
Der Kopf ist durch lange Vibrissen, große Augen und große Ohren gekennzeichnet, die mit kurzen Haaren bedeckt sind. Weibchen besitzen drei Paar Zitzen.

## Verbreitung

Verbreitungsgebiet

Diese Hirschmaus kommt in British Columbia und im Yukon Territory in Kanada sowie in den US-amerikanischen Bundesstaaten Washington und Alaska vor. Zu den bewohnten Inseln zählen unter anderem der Alexanderarchipel und die Haida Gwaii. Die Art hält sich im Flachland und in Gebirgen, wie der Kaskadenkette auf.
Als Habitat dienen Wälder ohne geschlossenen Schirm oder Waldränder. Oftmals wird die British Columbia-Hirschmaus auf Lichtungen oder Schneisen angetroffen. Sie besucht gelegentlich Kulturlandschaften.

## Lebensweise
Die British Columbia-Hirschmaus ist nachtaktiv und ernährt sich vorwiegend von Samen, Früchten und Wirbellosen. Im Küstenbereich frisst sie auch Eier von Seevögeln, wie Marmelalk (Brachyramphus marmoratus) oder Nashornalk (Cerorhinca monocerata), was den Bestand dieser Vögel beeinträchtigt. Das Nagetier fällt selbst Mardern, Füchsen, Eulen, Raubvögeln und Schlangen zum Opfer.
Die Hierarchie innerhalb dieser Art ist nicht so stark ausgeprägt wie bei anderen Hirschmäusen. Männchen sind allgemein aggressiv gegenüber gleichgeschlechtlichen Artgenossen und Weibchen nur wenn sie trächtig sind. Bei der British Columbia-Hirschmaus können mehrere Würfe pro Jahr mit 3 bis 5 Jungtieren pro Wurf vorkommen. Die Trächtigkeitsdauer beträgt etwa 24 Tage. Schon fünf bis sechs Wochen nach der Geburt können sich verschiedene Weibchen das erste Mal fortpflanzen.